# Хог-Харбор
Хог-Харбор — деревня на острове Эспириту-Санту в Вануату.
Расположен на северо-востоке Санто, в непосредственной близости от деревни Порт-Олив.

## История
Деревня является сильной базой Пресвитерианской церкви. В 1897 году доктор Боуи, который тогда был шотландским миссионером, впервые создал миссию Пресвитерианской церкви в Хог-Харборе. Название деревни появилось когда переселенцы, впервые вступив на остров, нашли там большое поголовье свиней. В свете этого они назвали его «Хог-Харбор». Во время британско— французского кондоминиума Хог-Харбор был административным центром британского района.

## Население
Хог-Харбор на сегодняшний день быстро растет по численности населения. В деревне проживает около 1000 человек. Она имеет английские начальные и средние школы, медицинский диспансер для местных жителей. Существует большое здание Пресвитерианской церкви, которое расположено на вершине крошечного холма в деревни. Подавляющее большинство людей являются последователями Пресвитерианской церкви.
В селе имеется представитель правительства — мэр, осуществляющий административное управление.

## Транспорт
В Хог-Харборе имеется развитая, по меркам Вануату, система дорог. Курсируют рейсовые и грузовые автобусы между деревней и Люганвилем, столицей острова Эспириту-Санту.

## Спорт
В поселении по программе развития молодёжного спорта были построены футбольное и баскетбольное поля. Также уделяется особое внимание развитию доступности спорта для бедняков.